# フネドアラ
フネドアラ （ルーマニア語: Hunedoara, ドイツ語: Eisenmarkt アイゼンマルクト、ハンガリー語: Vajdahunyad ヴァイダフニャド）は、ルーマニア西部、トランシルバニア地方のフネドアラ県の都市で県都。
街にはフニャド家に密接な関係があるゴシック様式のフニャド城がある。城は5度に渡って破壊されたが、オーストリア＝ハンガリー帝国やルーマニア政府によって再建された。
他の街の特徴としては、鉄生産の拠点として発展し、付近の山地の人々の市場として機能している。20世紀、フネドアラの人口は86,000人に達した。街にはルーマニア最大の製鉄所があるが、冷戦以降、市場を失ったことにより、生産力は弱まった。
住民は多数派のルーマニア人に加え、ロマやハンガリー系、ドイツ系の住民が暮らしている。